# Megasthenes
Megasthenes (altgriechisch Μεγασθένης Megasthénēs; * um 350 v. Chr.; † um 290 v. Chr.) war ein antiker griechischer Diplomat, Geschichtsschreiber und Geograph. Er reiste als Gesandter ins indische Pataliputra, an den Hof König Chandraguptas, des ersten Herrschers des Maurya-Reichs, und verfasste unter dem Titel Indiká ein berühmtes historisch-ethnographisches Werk über Indien, das aber nur fragmentarisch erhalten ist.

## Leben
Megasthenes wurde wahrscheinlich im griechischen Kleinasien geboren. Dem Geschichtsschreiber Arrian zufolge lebte er einige Zeit im Gebiet des seleukidischen Teilreichs Gedrosien-Arachosien: „Megasthenes, der mit Sibyrtios, dem Satrapen Arachosiens, zusammen war und oft behauptet, zu Sandrokottos, dem König der Inder, gekommen zu sein.“ Möglicherweise hatte Megasthenes am Alexanderzug teilgenommen und damals bereits das westliche Indien bereist. Da Arrian zudem berichtet, Megasthenes habe auch König Poros besucht, ist ein früherer Gesandtschaftsaufenthalt nicht völlig auszuschließen. Arrian lebte zwar über 300 Jahre nach Megasthenes, hatte aber noch Zugriff auf dessen Geschichtswerk. Sibyrtios, mit dem Megasthenes in Verbindung stand, spielte in der Zeit unmittelbar nach dem Tod Alexanders des Großen eine nicht unwichtige Rolle.
Zu einem nicht exakt bestimmbaren Zeitpunkt, vielleicht auch mehrmals, reiste Megasthenes als Gesandter an den Hof des indischen Königs Sandrokottos (Chandragupta Maurya) in Pataliputra. Die Forschung geht in der Regel davon aus, dass Megasthenes im Auftrag des Seleukidenherrschers Seleukos I. Nikator unterwegs war. Wenn dies zutrifft, ist die Gesandtschaft nicht vor 305 v. Chr. zu datieren, denn in diesem Jahr kam es zu einem friedlichen Ausgleich zwischen Seleukos und Sandrokottos. Welche Rolle Megasthenes in den diplomatischen Beziehungen zwischen dem Seleukiden- und dem Maurya-Reich spielte, ist jedoch nicht genau zu bestimmen. Nach einer anderen Deutung der Quellen wird vermutet, dass Megasthenes nicht in Seleukos’, sondern in Sibyrtios’ Auftrag nach Indien reiste und dass dies bereits kurz nach Alexanders Tod geschehen sei.
Über das spätere Leben des Megasthenes ist nichts bekannt. Die diplomatischen Beziehungen zwischen den Seleukiden und den Mauryas blieben aber offenbar bestehen. Ein gewisser Daimachos scheint als Nachfolger des Megasthenes Gesandter am Mauryahof gewesen zu sein.

## Werk
Megasthenes sammelte während seiner Gesandtschaft Material über Indien, das den Griechen als ein halbmythisches Wunderland erschien. Megasthenes hat seine Memoiren später in einem wohl vierbändigen Werk mit dem Titel Indiká veröffentlicht, das in ionischem Griechisch verfasst war. Er war einer der sehr wenigen Griechen, die Indien zumindest teilweise in seinen östlichen Teilen aus eigener Anschauung kennengelernt haben. Seine Indiká basierten hauptsächlich auf Informationen, die er selbst aus eigenen Beobachtungen, Erkundungen und aus Gesprächen mit Einheimischen (darunter brahmanischen Priestern) bezogen hatte; nur zu einem geringen Teil basierten sie auf älteren griechischen Berichten über Indien, die oft romanhafte Züge aufwiesen (Herodot, Onesikritos und Ktesias von Knidos). Megasthenes war zwar nicht der einzige Grieche, der nach dem Alexanderzug über Indien schrieb; bekannt sind etwa die faktisch vollständig verlorenen Aufzeichnungen des Daimachos, dem Nachfolger des Megasthenes als Gesandter am Mauryahof, und eines gewissen Dionysios. Das Werk des Megasthenes war aber anscheinend am umfangreichsten und wurde relativ häufig von späteren Autoren benutzt. Diodor, der bereits erwähnte Geschichtsschreiber Arrian und Strabon (allerdings nur indirekt über Eratosthenes) haben es offenbar herangezogen.
Im ersten Buch der Indiká wurden Geographie, Flora, Fauna und Ethnographie Indiens behandelt. Dies umfasste auch eine Beschreibung der Flusssysteme des Indus und Ganges, einem 118 Namen umfassenden Völkerkatalog, Beschreibungen des Himalayas und Sri Lankas. Das zweite Buch widmete sich der Beschreibung der lokalen Sitten, auch (erstmals bei griechischen Autoren) des indischen Kastensystems und schließlich des Beamtenwesens. Diese Darstellung war auf das am mittleren Ganges gelegene Maurya-Reich konzentriert, in dessen Hauptstadt Pataliputra Megasthenes während seiner Gesandtschaft lebte. Im dritten Buch beschäftigte er sich mit den indischen gesellschaftlichen Verhältnissen und der indischen Philosophie. Im vierten Buch schließlich wurden Archäologie, Mythen und Geschichte Indiens bis in die Gegenwart geschildert.
Megasthenes scheint einiges wertvolles Material gesammelt zu haben; manche Fehler sind auch auf Missverständnisse zurückzuführen. Er berichtete nicht immer aus eigener Anschauung, da er sich vor allem am Königshof aufhielt, sondern stützte sich auch auf Informationen aus einheimischen indischen Quellen, die nicht immer zuverlässig waren. Einige spezifisch griechische Vorstellungen sind deutlich in das Indienbild des Megasthenes eingeflossen. Dazu gehören z. B. Ausführungen über das indische Beamtenwesen (Fragment 31). Eine offenbar wichtige Rolle spielte der Mythos des indischen Zugs des Dionysos: Die Entwicklung der indischen Religion führte Megasthenes auf Dionysos zurück, der aus dem Westen kommend das Land mit seinen Truppen erobert, die Menschen zivilisiert und wegen dieser Leistungen schließlich Unsterblichkeit erlangt habe (Fragment 4 und 12). Zweiter Kulturbringer sei Herakles gewesen (Fragment 4 und 13). Megasthenes überlieferte auch traditionell in der griechischen Indien-Beschreibung verwendete klischeehafte Erzählungen, so von den „Einäugigen“, erweitert sie sogar um die „Mundlosen“. Des Weiteren verklärte er teilweise die indische Gesellschaft an verschiedenen Stellen; so rühmte er ihre angebliche Ehrlichkeit, Wahrheitsliebe, Gerechtigkeit, Einfachheit, Enthaltsamkeit etc. (Fragment 32) und leugnete die Existenz von Sklaven (Fragment 4, 16 und 32). Eine Idealisierung fremder Länder war in der griechischen Geschichtsschreibung allerdings nicht ungewöhnlich, wie das Beispiel Herodot und Hekataios von Abdera hinsichtlich Ägypten zeigt.
Legendenmaterial in den Indiká stammte offenbar zu einem erheblichen Teil auch aus indischen Quellen, das Megasthenes recht unkritisch übernahm und wiedergab. Andere eher unglaubwürdige Erzählungen entsprachen durchaus dem Kanon griechischer Vorstellungen hinsichtlich Indien, wie die Schilderungen zu Dionysos, der eher als mythischer König denn als Gott erscheint, Städte gründete und das Land zivilisiert habe. Megasthenes bringt aber auch viele wertvolle und historisch zutreffende Informationen aus erster Hand, so dass er keineswegs als „Lügenautor“ bezeichnet werden kann. Dennoch wurde er bereits in der Antike teils sehr kritisch beurteilt, obwohl er offenbar als Hauptquelle zur indischen Geschichte diente. Neben dem nicht immer zuverlässigen Quellenmaterial, das Megasthenes zur Verfügung stand, ist allerdings zu berücksichtigen, dass uns seine Schilderung nur in sehr knappen Zusammenfassungen späterer Autoren vorliegen; es ist diesbezüglich auch nicht immer klar, wie genau diese Verfasser verfahren sind.
Die Fragmente des Geschichtswerks sind jedenfalls die wichtigste Quelle für die indische Geschichte um 300 v. Chr. und werden auch von Indologen noch oft herangezogen. Sie sind zugleich eine wichtige Quelle hinsichtlich des griechischen Indienbilds, das durch den Alexanderzug und die folgende Entwicklung erheblich erweitert wurde.

## Ausgaben
- Felix Jacoby (Hrsg.): Die Fragmente der griechischen Historiker. Teil 3 C, Brill, Leiden 1958, S. 603–639 (Nr. 715).
- Duane W. Roller: Megasthenes. In: Brill’s New Jacoby. Nr. 715 (neue Edition mit englischer Übersetzung, neuem Kommentar und weiteren Literaturhinweisen).